# Постоянное запоминающее устройство
Постоя́нное запомина́ющее устро́йство (ПЗУ) — энергонезависимая память, используется для хранения массива неизменяемых данных.

## Классификация
По типу исполнения ПЗУ выделяют:
- ПЗУ, в которых массив данных (в обиходе называемый «прошивкой») совмещён с устройством выборки (считывающим устройством):
  - микросхема ПЗУ;
  - один из внутренних ресурсов однокристального компьютера (микроконтроллера), как правило, FlashROM;
  - моноскоп;
- ПЗУ, в которых массив данных существует самостоятельно:
  - компакт-диск;
  - гибкая грампластинка с цифровой записью (с 1975 года);
  - перфокарта;
  - перфолента;
  - штрих-коды;
  - монтажные «1» и монтажные «0».

По разновидностям микросхем выделяют ПЗУ:
- по технологии изготовления кристалла:
  - ROM — (англ. read-only memory, постоянное запоминающее устройство) — масочное ПЗУ, изготовляемое фабричным методом;
  - PROM — (англ. programmable read-only memory, программируемое ПЗУ (ППЗУ)) — ПЗУ, однократно «прошиваемое» пользователем;
  - EPROM (англ. erasable programmable read-only memory) — перепрограммируемое ПЗУ, например, содержимое микросхемы К573РФ1 стиралось при помощи ультрафиолетовой лампы. Для прохождения ультрафиолетовых лучей к кристаллу в корпусе микросхемы было предусмотрено окошко с кварцевым стеклом;
  - EEPROM (англ. electrically erasable programmable read-only memory) — электрически стираемое перепрограммируемое ПЗУ, память которого может стираться и заполняться данными несколько десятков тысяч раз, используется в твердотельных накопителях, одной из разновидностей EEPROM является флеш-память;
  - ПЗУ на магнитных доменах, например, К1602РЦ5, которое имело сложное устройство выборки и хранило довольно большой объём данных в виде намагниченных областей кристалла, при этом не имея движущихся частей, обеспечивает неограниченное количество циклов перезаписи;
  - NVRAM (англ. non-volatile memory, «неразрушающаяся» память) — ПЗУ, выполняющее роль ОЗУ небольшого объёма, конструктивно совмещённое с батарейкой; в СССР такие устройства часто назывались «Dallas» по имени фирмы Dallas Semiconductor, выпустившей их на рынок; в NVRAM современных ЭВМ батарейка уже конструктивно не связана с ОЗУ и может быть заменена;
- по виду доступа:
  - ПЗУ с параллельным доступом — ПЗУ, которое в системе может быть доступно в адресном пространстве ОЗУ, например, К573РФ5;
  - ПЗУ с последовательным доступом — ПЗУ, часто используемые для однократной загрузки констант или «прошивки» в процессор или ПЛИС, используемые для хранения, например, настроек каналов телевизора и других данных, например, 93С46, AT17LV512A;
- по способу программирования микросхем (то есть, по способу записи «прошивки» в микросхему):
  - непрограммируемые ПЗУ;
  - ПЗУ, программируемые только с помощью специального устройства — программатора ПЗУ (как однократно, так и многократно прошиваемые), использование программатора необходимо, в частности, для подачи нестандартных и относительно высоких напряжений (до ±27 В) на специальные выводы;
  - внутрисхемно перепрограммируемые ПЗУ (англ. in-system programming, ISP) — микросхемы, имеющие внутри генератор всех необходимых высоких напряжений, могут быть перепрошиты программным способом, то есть, без программатора и без выпайки из печатной платы.

## Применение
В постоянную память часто записывают микропрограмму управления техническим устройством: телевизором, сотовым телефоном, различными контроллерами или компьютером (BIOS или OpenBoot на машинах SPARC).
BootROM — такая прошивка, что если её записать в подходящую микросхему ПЗУ, установленную в сетевой карте, то становится возможной загрузка операционной системы на компьютер с удалённого узла локальной сети. Для встроенных в ЭВМ сетевых плат BootROM можно активировать через BIOS.
ПЗУ в IBM-PC-совместимых ЭВМ располагается в адресном пространстве с F600:0000 по FD00:0FFF.
ПЗУ может быть использовано в качестве основы частотного детектора, при этом для его адресации используются значения цифровых кодов сигнала.
Также в качестве декодера разных данных. И для генерации сложных композитных сигналов.

## Исторические типы ПЗУ
Постоянные запоминающие устройства стали находить применение в технике задолго до появления ЭВМ и электронных приборов. В частности, одним из первых типов ПЗУ был кулачковый валик, применявшийся в шарманках, музыкальных шкатулках, часах с боем.
С развитием электронной техники и ЭВМ возникла необходимость в быстродействующих ПЗУ. В эпоху вакуумной электроники находили применение ПЗУ на основе потенциалоскопов, моноскопов, лучевых ламп. В ЭВМ на базе транзисторов в качестве ПЗУ небольшой ёмкости широко использовались штепсельные матрицы. При необходимости хранения больших объёмов данных (для ЭВМ первых поколений — несколько десятков килобайт) применялись ПЗУ на базе ферритовых колец (не следует путать их с похожими типами ОЗУ). Именно от этих типов ПЗУ и берёт своё начало термин «прошивка» — логическое состояние ячейки задавалось направлением навивки провода, охватывающего кольцо. Поскольку тонкий провод требовалось протягивать через цепочку ферритовых колец для выполнения этой операции применялись металлические иглы, аналогичные швейным. Да и сама операция наполнения ПЗУ информацией напоминала процесс шитья.